# هند العتيبة
هند بنت مانع العتيبة، هي سفيرة دولة الإمارات العربية المتحدة لدي فرنسا، وأول سفيرة اماراتية في فرنسا.

## حياتها وتعليمها
ولدت هند العتيبة في دولة الإمارات العربية المتحدة عام 1987م، تنتمي إلى عائلة العتيبة إحدى أشهر العائلات بدولة الإمارات العربية. والدها هو الشاعر الإماراتي مانع سعيد العتيبة، والذي تم تعيينه كأول وزير نفط بدولة الإمارات.
حصلت على درجة الماجستير في التسويق والإدارة والاتصالات عام 2011م من جامعة السربون بفرنسا. وحصلت أيضاً علي درجة الماجستير في الدراسات الأمنية من كلية الدفاع الوطني في دولة الإمارات العربية المتحدة.

## المناصب
تقلدت مجموعة من المناصب نذكر من بينها:
- سفيرة الإمارات لدي فرنسا اعتباراً من يوليو 2021م.[5]
- رئيس إدارة الاتصال الاستراتيجي بوزارة الخارجية والتعاون الدولي اعتباراً من مايو 2019م
- مدير إدارة الاتصال بمؤسسة ابوظبي للاعلام اعتباراً من 2012م
- مدير ادارة الاتصال للبرامج الثقافية بهيئة ابوظبي للسياحة والثقافة. اعتباراً من 2008م
- مستشارة شؤون الاعلام بوزارة الخارجية اعتباراً من 2017م